# Четвёртый Нанкинский мост
Четвёртый Нанкинский мост (кит. 南京長江四橋) — мост, пересекающий реку Янцзы и её притоку Баймяо, расположенный на границе районов Лухэ и Цися города субпровинциального значения Нанкин; 6-й по длине основного пролёта висячий мост в мире (3-й в Китае). Является частью скоростной автодороги G2501 Кольцевая дорога Нанкина.

## Характеристика
Длина — 5437 м. Представляет собой висячий мост с основным пролётом длиной 1418 м. Высота основных башенных опор — 223 м. Пост имеет по два подхода и основной пролёт через реку Янцзы, затем идёт участок по суше и через реку Баймяо.
Мост является первым висячим мостом в провинции Цзянсу. Мост упростил транспортную развязку города в особенности соединив отдельный города в границах Нанкина районов Лухэ (Hengliang) и Цзяннин (города Long Pao, Xianling и Qilin) и связал скоростные автодороги Нанкин—Шанхай и Нанкин—Наньтун с помощью Кольцевой дороги.
Имеет 6 полос движения (по три в обе стороны), предназначенных для движения транспорта со скоростью 100—125 км/час.
Строительство моста обошлось в 6,8 млрд юаней.